# فیره
فیره، روستایی است از توابع بخش لاریجان شهرستان آمل در استان مازندران ایران.
فیره یک روستا تاریخی می باشد که قلعهفریدون گاو سوار در این روستا واقع است.
فیره از جمله روستاهایی می باشد که با پیشینه تاریخی که که قلعه ای معروف به نام  ((کافرکلی )) به
شکل کامل صورت یک انسان در ابعاد تقریبی (10 در 30)در بدنه کوه کنده کاری شده و در داخل 2 چشم ان دارای 3 اتاق می باشد. این قلعه منتصب به شاه پیشدادی معروف به فریدون گاو سوار بوده      

فریدون  از برجسته‌ترین چهره‌های اسطوره‌ای ایران است. او پسر آبتین و از تبار جمشید است که با یاری کاوه آهنگر بر ضحاک ستمگر چیره شده و او را در کوه دماوند زندانی می‌کند. سپس خود پادشاه جهان می‌شود و در شاهنامه فردوسی از پادشاهان پیشدادی به‌شمار می‌آید. فریدون، جهان را میان سه پسرش سلم، تور و ایرج بخش می‌کند. ایران را به ایرج می‌دهد ولی سلم و تور به ایرج رشک برده و ایرج را می‌کشند. فریدون پس از آگاهی از این رخداد ایران را به منوچهر، نوه ایرج می‌بخشد.

## جمعیت
این روستا در دهستان بالا لاریجان قرار داشته و براساس آخرین سرشماری مرکز آمار ایران که در سال ۱۳۸۵ صورت گرفته، جمعیت آن 25 خانوار بومی و110خانوار غیر بومی بوده‌است.